# Júlia Gama
Julia Weissheimer Werlang Gama, née le 18 mai 1993 à Porto Alegre, est un mannequin brésilien élue 1re dauphine de Miss Univers 2020. Elle s’était auparavant classée dans le Top 11 de Miss Monde 2014.

## Scolarité
Julia étudie en génie chimique à l'Université fédérale du Rio Grande do Sul. Après avoir terminé ses études, elle aimerait devenir diplomate en faisant un master en communication.[réf. nécessaire]

## Compétition

### Miss Monde 2014
Elle représente son pays au concours Miss Monde 2014 qui se déroule à Londres, elle se classe dans le top 11.

### Miss Univers 2020
Elle représente le Brésil au concours Miss Univers 2020 où elle se classe 1re dauphine, l’élection ayant été remportée par Andrea Meza.

## Source
- http://www.missworld.com/Contestants/Brazil/
- http://www.universalqueen.com/2014/08/julia-gama-wins-miss-mundo-brasil-2014.html